# Unterschömbach
Unterschömbach ist ein Ortsteil der Gemeinde Hellenthal im Kreis Euskirchen, Nordrhein-Westfalen. 

## Lage
Der Ortsteil liegt südöstlich von Hellenthal an der Kreisstraße 61. Westlich liegt Linden und östlich Kreuzberg.

## Geschichte
Unterschömbach gehörte ursprünglich zur Gemeinde Wahlen. Am 1. Juli 1969 wurde Wahlen nach Kall eingemeindet. Am 1. Januar 1972 wurde Unterschömbach mit weiteren Ortschaften, die früher der Gemeinde Wahlen angehört haben, nach Hellenthal umgegliedert.

## Verkehr
Die VRS-Buslinie 837 der RVK verbindet den Ort, überwiegend als TaxiBusPlus nach Bedarf, mit seinen Nachbarorten und mit Hellenthal.
| Linie | Verlauf |
| ----- | --- |
| 837   | MiKE (außer im Schülerverkehr): Hellenthal Busbf – Blumenthal – Dommersbach – Kammerwald – Reifferscheid – (Zingscheid –) Wiesen – Manscheid – (Bungenberg –) Winten – (Heiden –) Unterschömbach – Oberschömbach – Kreuzberg – Hecken (– Paulushof) |